# Ингибиторы синтеза хитина
Ингибиторы синтеза хитина — класс инсектицидов, блокирующих синтез хитина в организме насекомых. Обладают ларвицидной и овицидной активностью. Наиболее распространенные представители — дифлубензурон и люфенурон.

## Принцип действия
Хитин — основной компонент экзоскелета насекомых. Экзоскелет почти не растягивается, поэтому в процессе роста личинки насекомых вынуждены несколько раз линять — сбрасывать старый покров, и наращивать новый. Гормон, регулирующий линьку насекомых, называется экдизон. Ингибиторы синтеза хитина нарушают работу этого гормона, что приводит к нарушению формирования кутикулы, и появлению уродливых нежизнеспособных форм личинок, которые затем погибают. Чем меньше возраст насекомого, тем опаснее для него ингибиторы синтеза хитина: на личинок более ранних возрастных стадий они действуют сильнее, чем на личинок старших возрастов. Взрослые насекомые не линяют, поэтому ингибиторы синтеза хитина на них не действуют. Ингибиторы синтеза хитина обладают стерилизующим действием: действующее вещество при воздействии на самку проникает в формирующееся в ее теле яйцо, в результате чего оно погибает в процессе развития. 
Из-за особенностей принципа действия  малотоксичны для теплокровных (например для дифлубензурона ЛД50 для мышей 4640 мг/кг) и взрослых членистоногих (пчёл, хищных клещей, клопов, златоглазки, тлевых коровок).
Высокотоксичны для ракообразных: дафния, креветка-мизида и т.д.